# Plärrer
Il Plärrer (dall'alto-tedesco medio Plerre – "spazio aperto") è una grande e importante piazza della città tedesca di Norimberga, posta a sud-ovest del centro storico in posizione prospiciente allo Spittlertor.
Nata come area di mercato extramurale, si sviluppò nei secoli successivi come importante nodo di traffico. Nel 1835 partì dal Plärrer la prima ferrovia tedesca, la Norimberga-Fürth.
Oggi la piazza è dominata dal grattacielo Plärrerhochhaus ed è servita dalla stazione "Plärrer" della metropolitana.